# Il finto feudatario
Il finto feudatario è un'opera in due atti di Pietro Raimondi, su libretto di Giuseppe Checcherini. La prima rappresentazione ebbe luogo al Teatro Nuovo di Napoli nella primavera del 1826.

## Trama
La scena nel regno di Napoli
La trama prevede il solito gustoso intreccio delle commedie teatrali. Un giovane, di nome Ramiro, decide di fingersi il Barone di Terrarossa per convincere il Conte Gisolfo a dargli la mano di sua figlia, Albina; tuttavia, i problemi sorgono allorché giunge al castello di Gisolfo Casimiro, segretario del vero Barone, seguito dal Barone in persona. Da qui nasceranno vari equivoci, che si concluderanno col lieto fine di rito.

## Struttura musicale
- Sinfonia

### Atto I
- N. 1 - Introduzione Pronto è già l'appartamento (Lisa, Rosella, Torello, Coro)
- N. 2 - Terzetto Un amor capricciosetto (Albina, Conte, Principe)
- N. 3 - Quartetto Io sono il messaggiero (Casimiro, Rosella, Torello, Principe)
- N. 4 - Cavatina Il Baron di Terrarossa (Folpo, Casimiro)
- N. 5 - Duetto Non ebbi i miei natali (Principe, Albina)
- N. 6 - Coro e Sestetto Con grave passo - Alto subblime onore (Casimiro, Principe, Albina, Conte, Rosella, Coro, Folpo)
- N. 7 - Finale I Di figura tozzo, e nano (Albina, Folpo, Conte, Torello, Casimiro, Principe, Rosella, Coro, Lisa, Sergio)

### Atto II
- N. 8 - Aria Giubbilando il cor nel sen (Principe)
- N. 9 - Quintetto Signor nò: m'hanno imparato (Folpo, Principe, Casimiro, Conte, Torello, Coro)
- N. 10 - Aria Io so chillo ncarne ed ossa (Folpo, Albina)
- N. 11 - Coro Di rose s'adorni (Coro, Albina)
- N. 12 - Aria Tornò la bella calma (Albina, Principe, Conte, Rosella, Sergio, Coro)
- N. 13 - Finale II Evvivan li sposi (Coro, Principe, Albina, Conte, Torello, Lisa, Sergio)